# Terrier Kerry Blue
Terrierul Kerry Blue (terrier albastru de Kerry, cunoscut și ca terrier albastru irlandez,sau terrier Irish Blue) este o rasă de terrieri de talie mică spre medie. Deși cunoscută încă din secolul al XVIII-lea, a fost recunoscută oficial doar la începutul secolului al XIX-lea. Este destul de rară (ocupă locul 128 din 175 în SUA) și este considerată  o rasă pe cale de dispariție în Marea Britanie , deși ocupa locul 91 (din 203) în 2006. A câștigat la expoziția Crufts în anul 2000 și este incorect denumit Terrierul Național al Irlandei . Numele său provine de la Comitatul Kerry din Irlanda, iar stămoșii săi sunt probabil Soft Coated Wheaten Terrier, Irish Wolfhound și Irish Terrier.

Greutatea sa ideală este de 15–18 kg, iar înălțimea de 46–51 cm (femelele sunt ceva mai scunde). Durata medie de viață este de 12-15 ani. 

Este un câine sportiv, atletic și iubitor de distracție. Robust, compact, cu constituție puternică, proporționată, armonioasă, cu corp musculos, cvadratic, bine dezvoltat, este folosit la vânătoarea de vulpi și de bursuci, de iepuri sau de vidre.  Plin de viață, este un clovn înnăscut, apreciat pentru comportamentul său care stârnește zâmbete. Poate fi încăpățânat, motiv pentru care are nevoie de un stăpân cu o mână fermă, iar dacă nu este socializat din timp, poate deveni agresiv față de alți câini. Este în general tăcut și nu latră fără motiv. Deși are nevoie de multă mișcare, dacă este antrenat zilnic, poate fi crescut și într-un apartament. Este un foarte bun paznic și însoțitor.
Capul este lung, turtit, iar botul de aceeași lungime cu craniul, cu un nas mare și negru. Ochii sunt mici și de culoare închisă. Urechile sunt ținute în formă de V, pliate spre față. Are păr bogat și lung pe față, formând mustăți și barbă. Gâtul este lung. Blana este moale, deasă, groasă, fără strat inferior, și ondulată. Culoarea variază de la gri albastru-deschis la gri albastru-închis, mai închis la culoare sau chiar negru pe bot, cap, urechi, coadă și picioare. Puii au culoarea neagră la naștere și vor ajunge la culoarea albastru la aproximativ 18 luni. Năpârlește puțin sau aproape deloc și are miros redus, chiar și când este ud. 

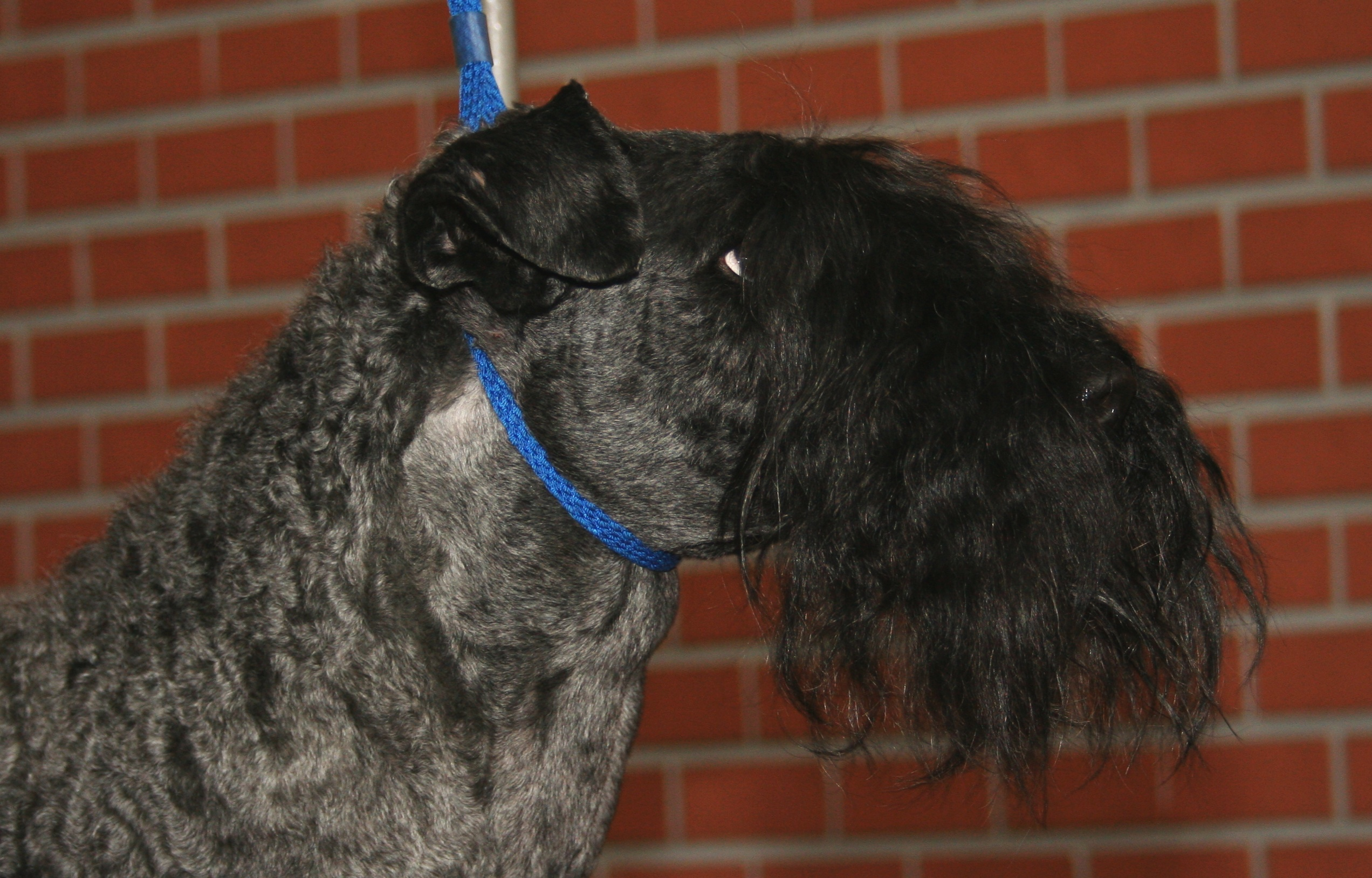
Kerry Blue Terrier
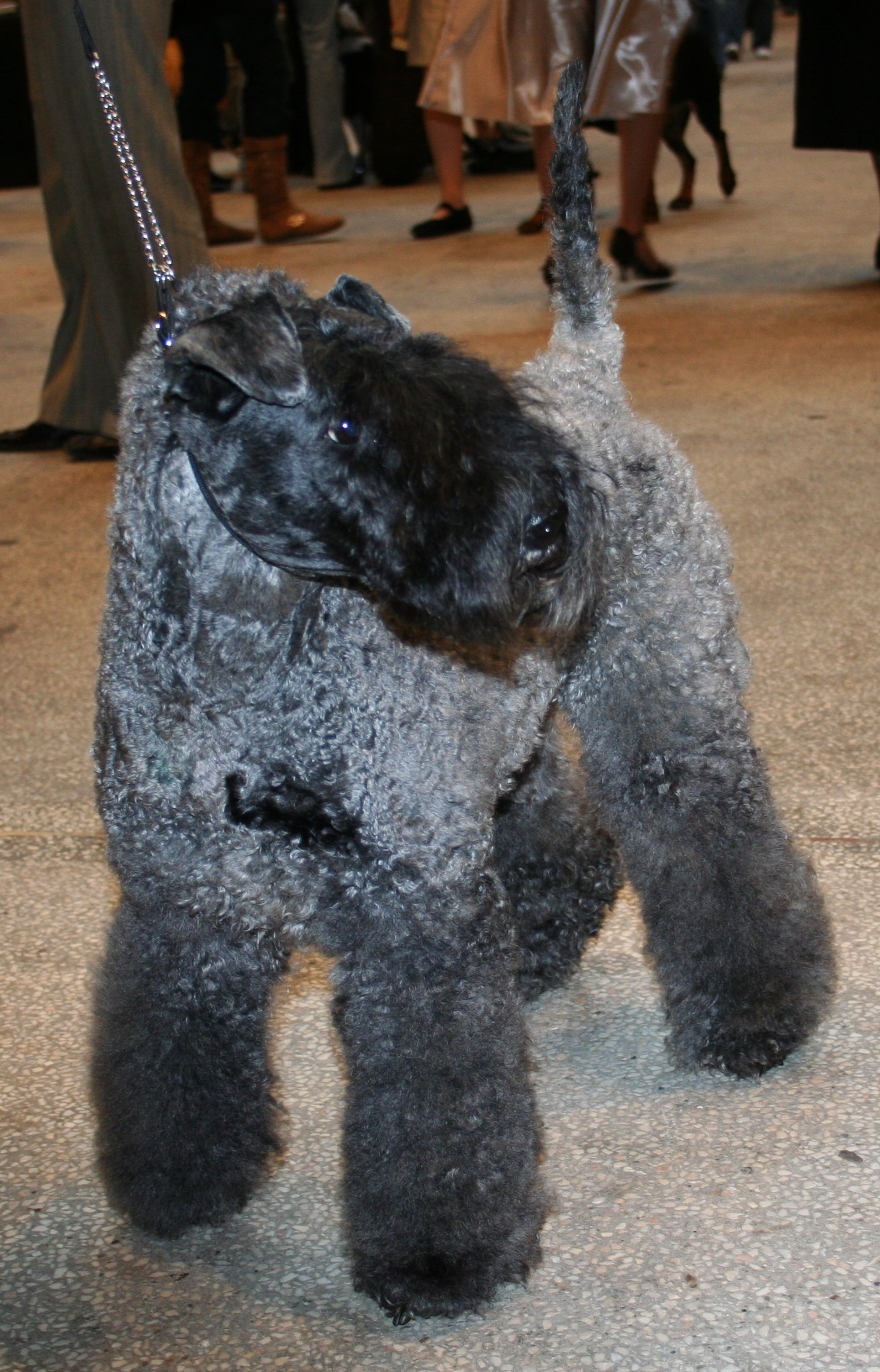
Kerry Blue Terrier
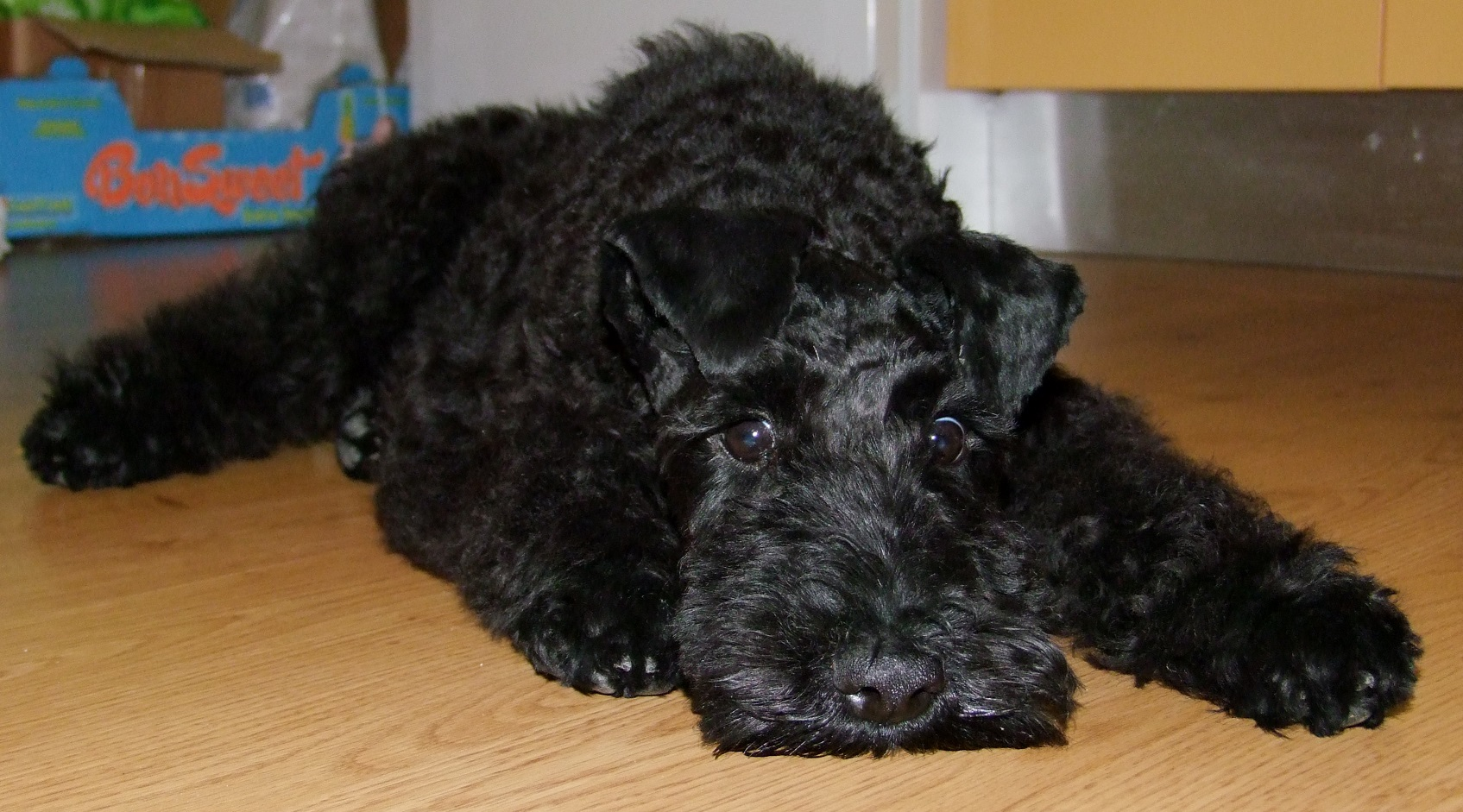
Pui Kerry Blue Terrier
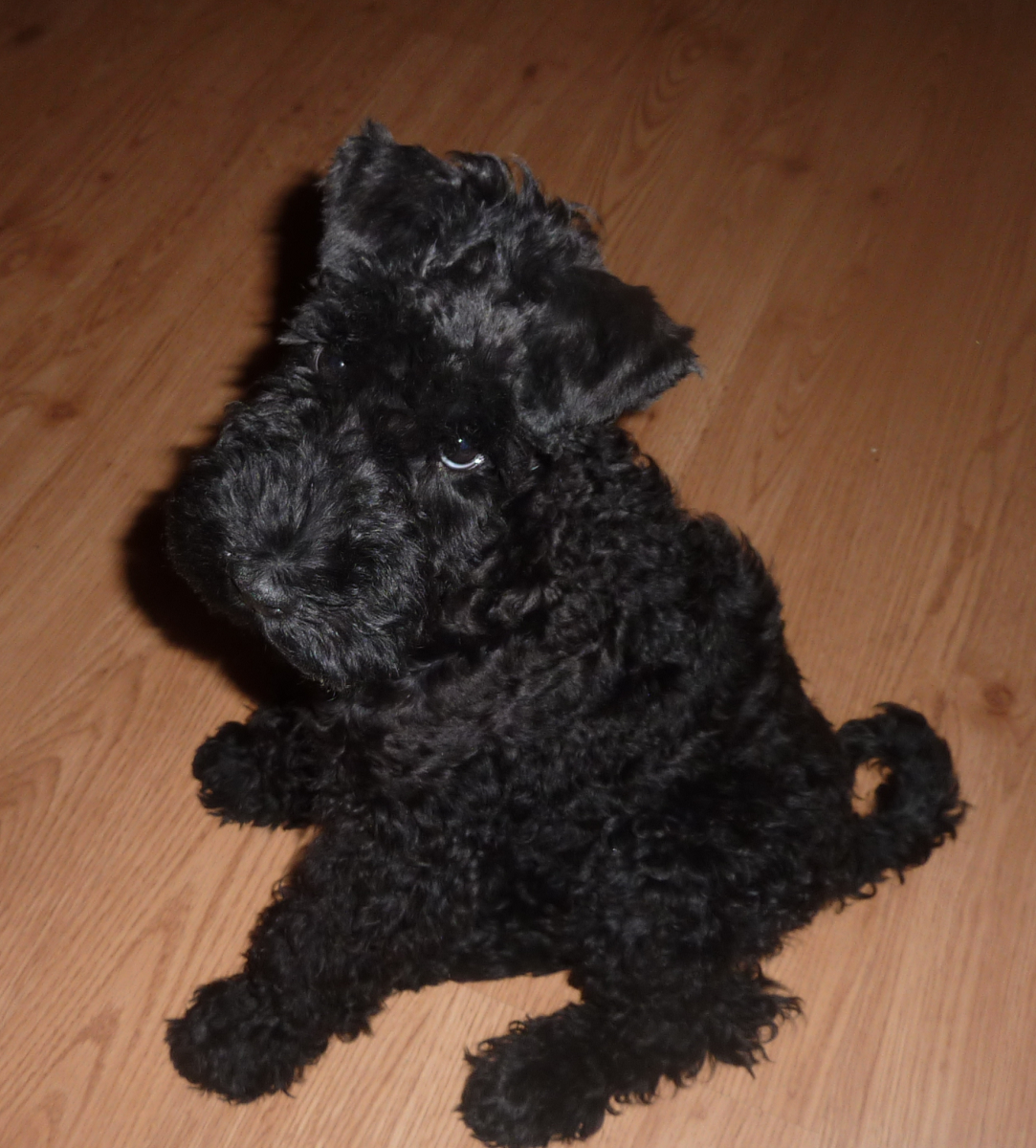
Pui Kerry Blue Terrier